# 1890 Konoshenkova
1890 Konoshenkova eller 1968 CD är en asteroid i huvudbältet som upptäcktes den 6 februari 1968 av den ryska astronomen Ljudmjla Tjernych vid Krims astrofysiska observatorium på Krim. Den har fått sitt namn efter Olga Petrovna Konosjenkova.
Asteroiden har en diameter på ungefär 25 kilometer.